# Canton (Misisipi)
Canton es una ciudad situada en el estado de Misisipi, en los Estados Unidos. Es sede del condado de Madison. En el año 2000 tenía una población de 12.911 habitantes en una superficie de 48.8 km², con una densidad poblacional de 268 personas por km². 

## Geografía
Cantón se encuentra ubicada en las coordenadas 32°36′43″N 90°1′54″O / 32.61194, -90.03167. Según la Oficina del Censo, la ciudad tiene un área total de 48,8 km² (18,8 mi²), de la cual 48,5 km² (18,7 mi²) es tierra y 0,3 km² (0,1 mi²) es agua.

### Localidades adyacentes
El siguiente diagrama muestra a las localidades en un radio de 32 kilómetros (19,9 mi) de Cantón.

## Demografía
Para el censo de 2000, había 12.911 personas, 4.093 hogares y 2.991 familias en la ciudad. La densidad de población era 268 hab/km².
En el 2000 la renta per cápita promedia del hogar era de $ 24.237 y el ingreso promedio para una familia era de $27.782. El ingreso per cápita para la localidad era de $12.643. En 2000 los hombres tenían un ingreso per cápita de $25.179 contra $20.815 para las mujeres. Alrededor del 34.8% de la población estaba bajo el umbral de pobreza nacional. 